# Szlembark
Szlembark – wieś w Polsce położona w województwie małopolskim, w powiecie nowotarskim, w gminie Nowy Targ.

## Położenie
Szlembark leży w Kotlinie Podhalańskiej, u południowych podnóży pasma Runka i Lubania, na lewym brzegu Dunajca. Zabudowania wsi rozciągnięte są w osi wschód-zachód na długości ok. 2 km wzdłuż lokalnej drogi, na wysokości 560–630 m n.p.m. Leżą na suchych, nasłonecznionych stokach w odległości 400–1000 m od koryta Dunajca. W latach 1975–1998 miejscowość administracyjnie należała do województwa nowosądeckiego.
Przez wieś przepływa Potok Knurowski, który wpływa do Dunajca, w okolicy Szlembarku, naprzeciwko Dębna Podhalańskiego, w miejscu o współrzędnych 49°28'21"N 20°12'23"E.

## Historia
W dokumentach Szlembark występuje od roku 1540, jednak przypuszcza się, że mógł zostać założony jeszcze w XV w. Wraz z sąsiednimi Harklową i Knurowem wielokrotnie przechodził w ręce różnych rodów szlacheckich. W końcu XIX w. liczył 58 gospodarstw i 340 mieszkańców. W latach 70. XX w. wieś miała 450 mieszkańców.

## Ludzie związani z miejscowością
Szlembark rozsławił artysta grafik i rysownik, Tadeusz Kulisiewicz, który w okresie 1926–1967 spędzał tu prawie każde lato, autor cyklu czterech tek drzeworytów poświęconych wsi i jej mieszkańcom (1930–1936).